# Quasibuntonia
Quasibuntonia is een geslacht van uitgestorven kreeftachtigen uit de klasse van de Ostracoda (mosselkreeftjes).

## Soorten
- Quasibuntonia radiatopora (Seguenza, 1880) Ruggieri, 1958 †
- Quasibuntonia sculpta (Seguenza, 1880) Colalongo & Pasini, 1980 †
- Quasibuntonia triquetra Herrig, 1976 †